# Matthew Wilson

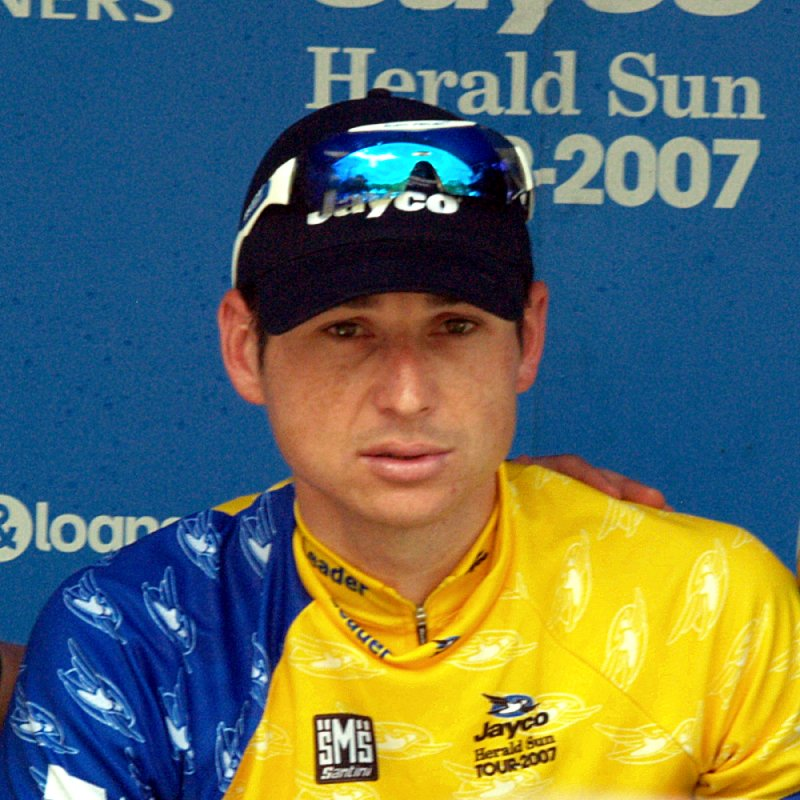
Matthew Wilson.

Matthew "Matt" Wilson, född 1 oktober 1977 i Melbourne, är en professionell australisk tävlingscyklist. Han tävlar för det amerikanska stallet Team Type 1.
Matthew Wilsons talang såg till att han blev en del av det australiska nationslaget med bas i Italien. Han diagnostiserades dock med Hodgkins sjukdom 1999 och han flyttade tillbaka till Australien. Karriären var över, trodde han själv. Efter cancerbehandlingen bestämde han sig dock för att ta upp cyklingen igen. Kompisen och proffscyklisten Baden Cooke hjälpte honom att få en plats i det professionella stallet Mercury-Viatel.
Han vann en etapp i Tour de l’Avenir 2001. Året därpå bytte han och kompisen Cooke stall till Fdjeux.com. 
I början av 2003 vann han det australiska nationsmästerskapet på landsväg.
Under säsongen 2008 vann Matthew Wilson etapp 2 av Geelong Bay Classic Series. I juni vann han också den sjätte etappen av Tour de Beauce. Matthew Wilson vann etapp 2 av den amerikanska tävlingen Cascade Cycling Classic 2008. Matthew Wilson slutade trea på Tour of Irelands fjärde etappen under 2008.
Under säsongen 2009 slutade Matthew Wilson på sjunde plats på Tour Down Under bakom Allan Davis, Stuart O'Grady, José Joaquin Rojas, Martin Elmiger, Wesley Sulzberger och Michael Rogers. I maj vann Wilson uppvisningsloppet Bound Brook. På etapp 5 av Tour de Beauce slutade australiern på femte plats. Han slutade på andra plats på Tour of Tasmanias nionde etapp bakom Bernard Sulzberger. Wilson slutade på sjätte plats i slutställningen av Herald Sun Tour bakom Bradley Wiggins, Chris Sutton, Jonathan Cantwell, Svein Tuft och Bernard Van Ulden. Under tävlingens gång slutade han på tredje plats på etapp 2 bakom Sutton och Cantwell.

## Stall
- 2001 Mercury-Viatel
- 2002-2005 Française des Jeux
- 2006-2007 Unibet.com Cycling Team
- 2008 Team Type 1